# Mustapha Carayol
Mustapha Soon Carayol (ur. 4 września 1988 w Bandżul) – gambijski piłkarz występujący na pozycji pomocnika w Middlesbrough.